# Ржавка (Витебская область)
Ржавка (транслит.: Ržaŭka, бел. Ржа́ўка) — агрогородок в Бешенковичском районе Витебской области Белоруссии. В составе Верхнекривинского сельсовета. Находится в 2,5 км от Западной Двины и в 44 км от Витебска. Вдоль Ржавки проходит дорога М3.
В 1926—1960 годах деревня была центром тогда Бикложского сельсовета.

## История
В 2008 году Ржавка преобразована в агрогородок.

## Инфраструктура
- Отделение почтовой связи Ржавка
- Государственное учреждение образования «Ржавский детский сад-базовая школа» имени Мирза Гедеоновича Геловани
- Ржавский фельдшерско-акушерский пункт

## Культура
- Ржавский сельский Дом культуры
- Музей ГУО «Ржавский детский сад-базовая школа» имени Мирза Гедеоновича Геловани

## Достопримечательности
- Памятник воинам землякам
- Могила советского лётчика

## Ближайшие населённые пункты
- деревня Бикложа расстояние: 1,0 км
- деревня Семенцово расстояние: 1,3 км
- деревня Озёрки расстояние: 1,7 км
- деревня Санники расстояние: 2,7 км
- деревня Елишево расстояние: 2,8 км
- деревня Мильковичи расстояние: 2,9 км
- деревня Кривино расстояние: 3,1 км
- деревня Лаппы расстояние: 3,5 км
- деревня Заградье расстояние: 3,6 км
- деревня Горовые расстояние: 3,6 км